# Carabus hispanus
Carabus hispanus là một loài bọ cánh cứng thuộc họ Carabidae và là loài bản địa ở tây nam Pháp.

## Hình ảnh

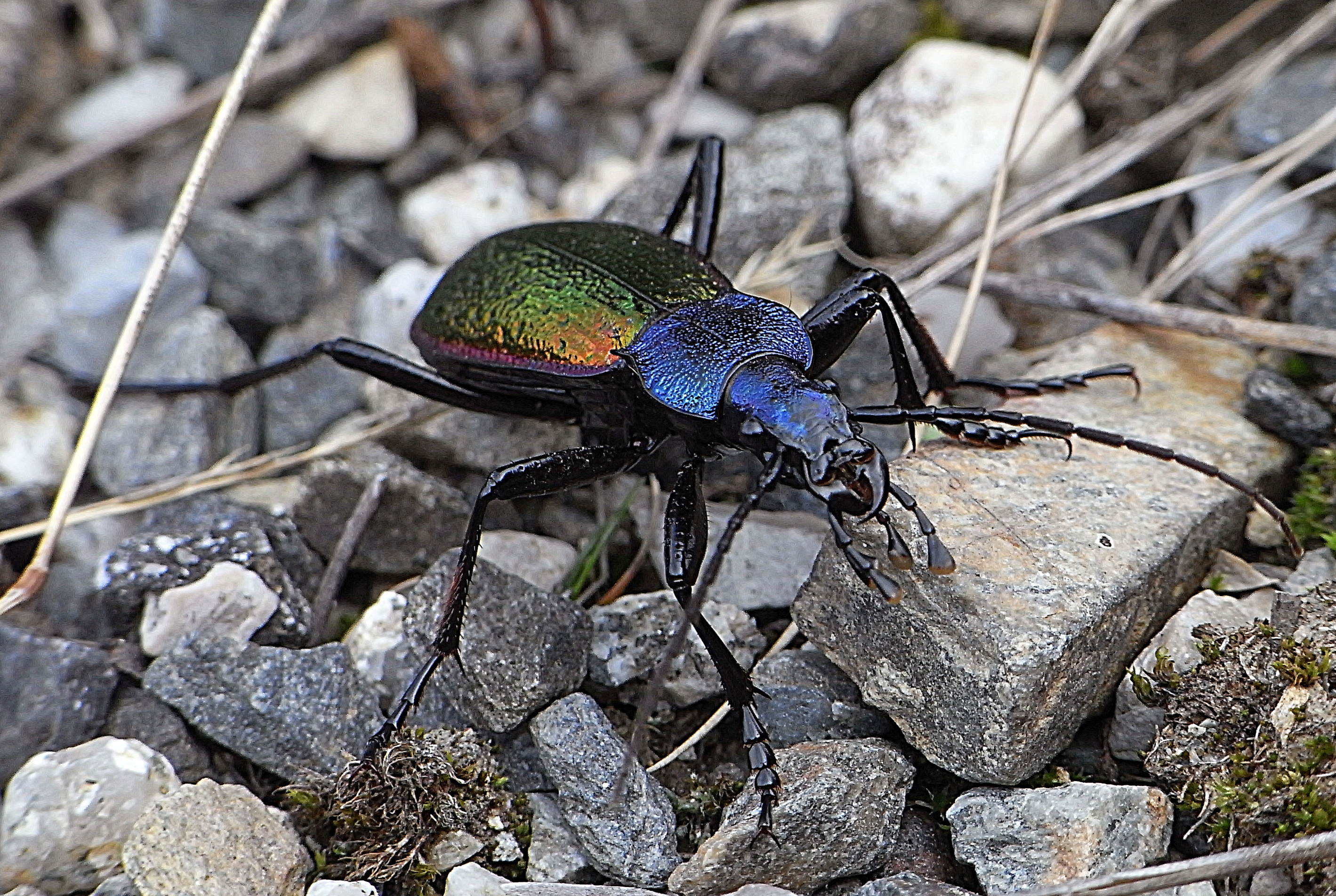
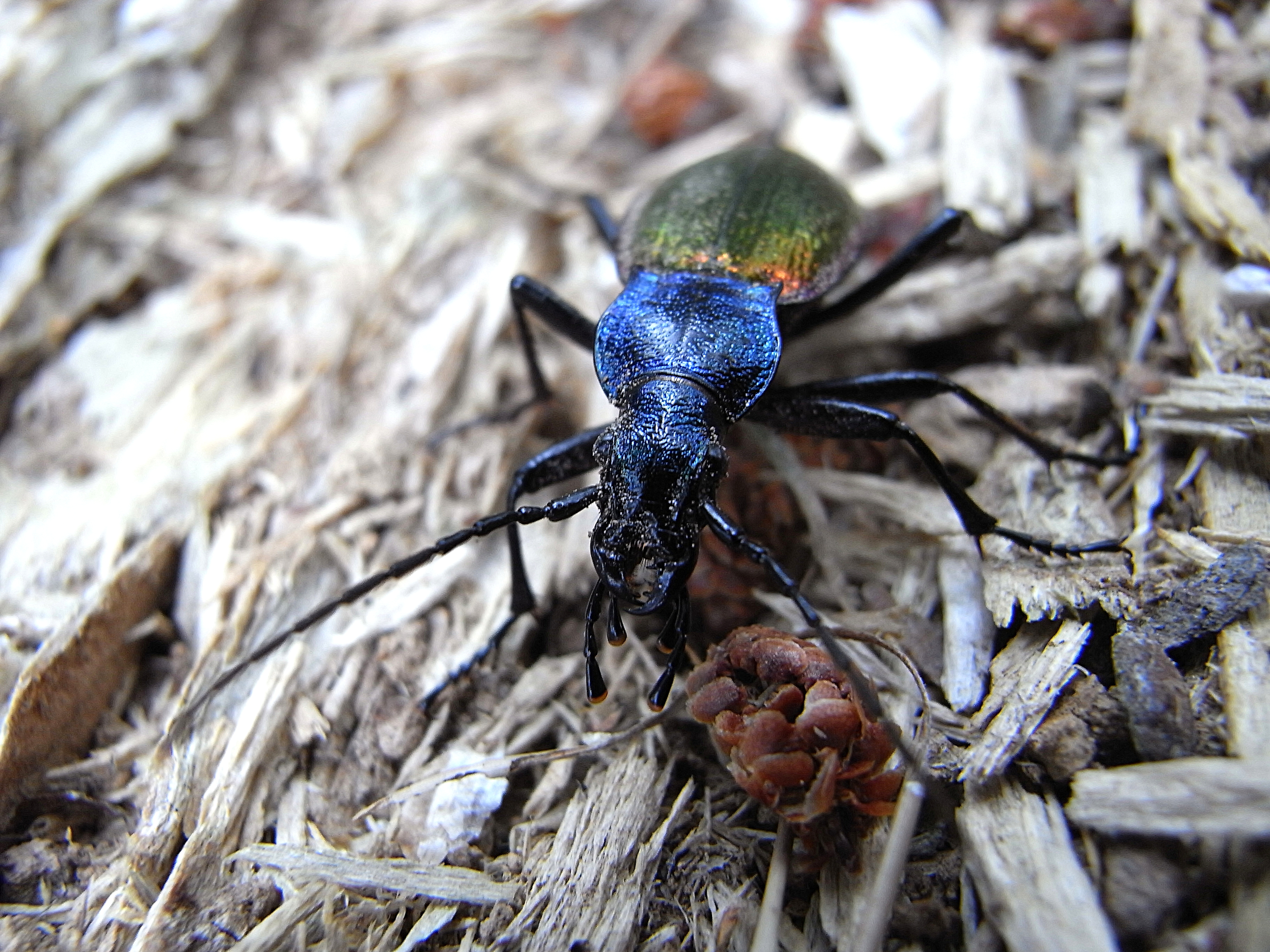
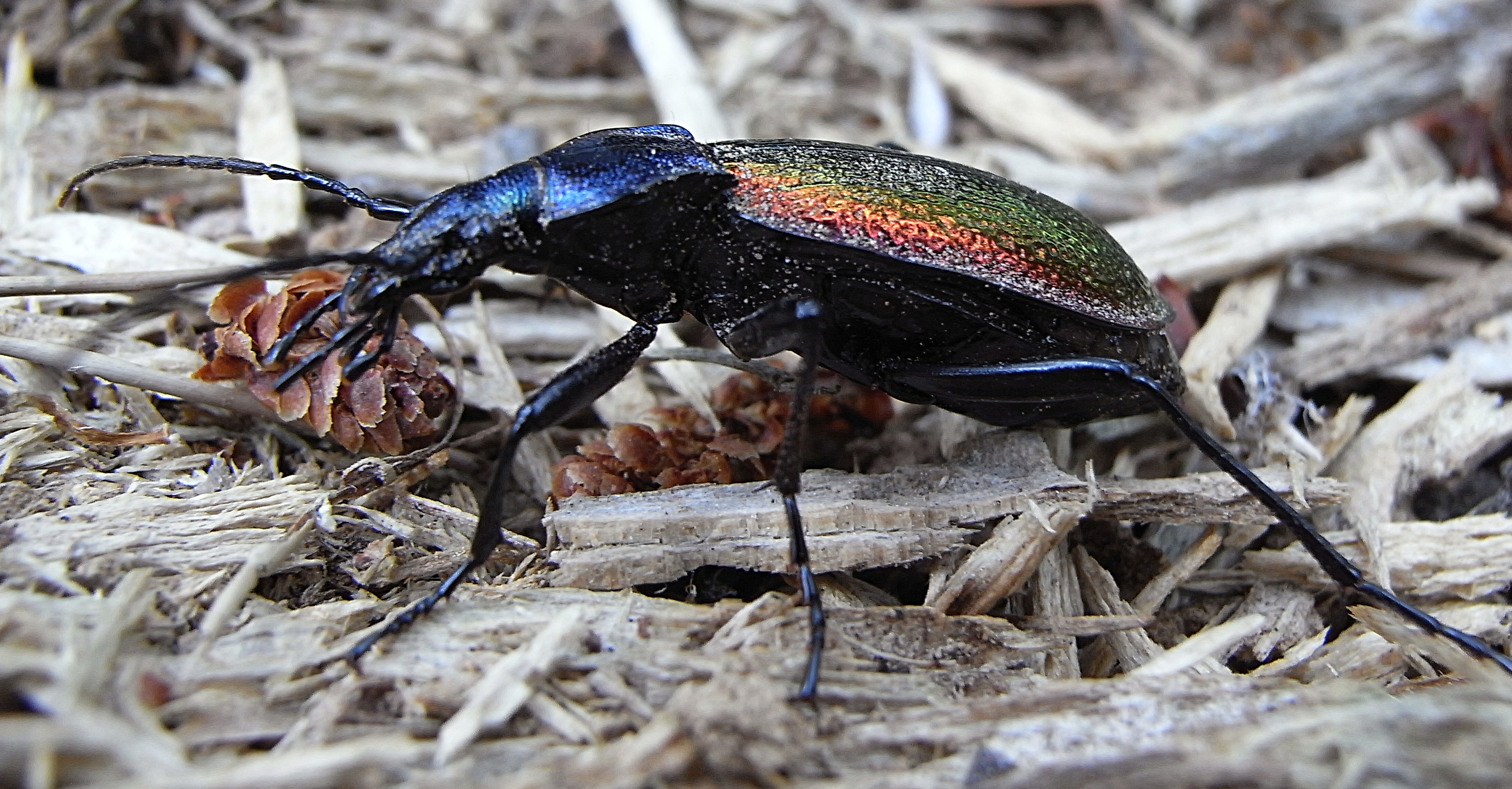
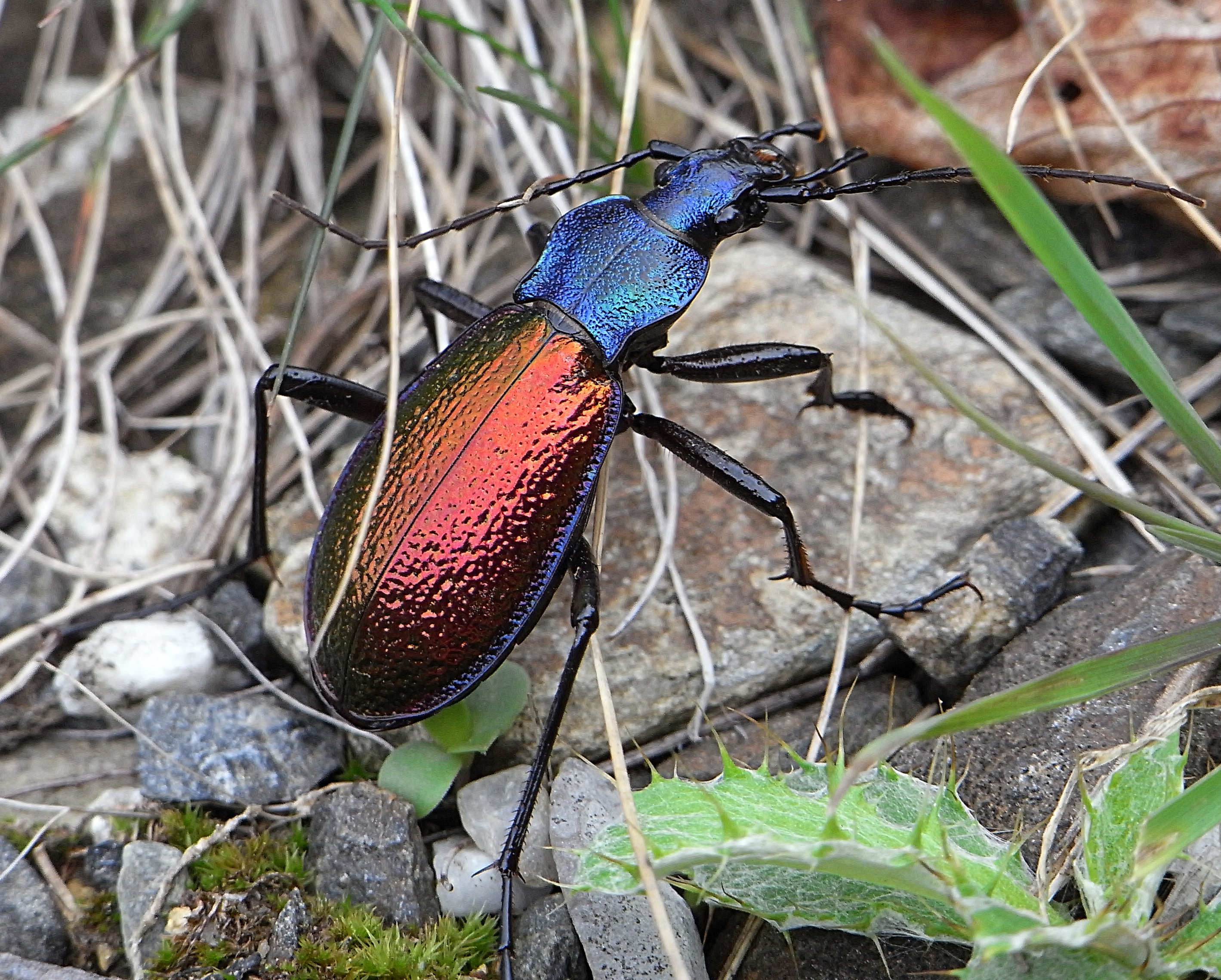